# 경상북도교육청해양수련원
경상북도교육청해양수련원(慶尙北道學生海洋修鍊院)은 지방교육자치에 관한 법률 제32조에 따라 학생과 교직원들의 해양수련과 심신수련 및 여가선용의 공간을 제공하기 위하여 경상북도교육청 산하에 설치된 소속기관이다.